# جمعية ريادة الأعمال
جمعية ريادة الأعمال هي جمعية علمية جاءت بعد مبادرة نفذها مجموعة من المختصين بجامعة الملك سعود، ويعد هدفها الرئيسي نشر ثقافة ريادة الأعمال في المملكة العربية السعودية.
تهدف الجمعية أن تكون مرجعًا أساسيًا للبحث العلمي والفكر التطبيقي في ريادة الأعمال، وتعمل على ذلك عبر ترسيخ مبدأ ريادة الأعمال، وإنماء فكرة البحث العلمي، إضافة إلى تعزيز الفكر التطبيقي، وكونها أداة التواصل الفعالة بالشكل الذي يساعد على التطوير.

## النشأة
أسهمت النقلة العالمية نحو دعم ريادة الأعمال خلال العقد الماضي، إلى بناء فكرة إنشاء جمعية تساعد على توحيد الجهود، للاستفادة من هذا المجال في عملية الانتقال إلى الاقتصاد المعرفي في التعليم العالم. وحددت الجمعية دورها بعد إنشائها في 1429هـ، على تعزيز ثقافة ريادة الأعمال، ونشر الوعي العلمي حول أهميته، إضافة إلى كونها قناة للاتصال بين المختصين والممارسين في هذا المجال.

## حاضنات ريادة الأعمال
هي وسيلة لدعم المشروعات الجديدة، ولها دور في رفع نسب نجاح هذه المشاريع من خلال تشجيع وخلق وتنمية المشروعات الصغيرة الجديدة، ودعم التنمية الصناعية والتكنولوجية، ودعم التنمية الاقتصادية، كما تشكل الحاضنات للجامعات ومراكز البحوث منطقة بحث وتطوير ونقل التقنية وتأمين دخل إضافي، وتنمية المجتمع المحلي، إضافة لترويج ثقافة الريادة والإبداع والابتكار، ودعم وتنمية الموارد البشرية وخلق فرص عمل.

### خدمات الحاضنات وأنشطتها
- الخدمات الإدارية
- الخدمات السكرتارية
- الخدمات المتخصصة
- الخدمات التمويلية
- الخدمات العامة[3]

### الاستشاريون
توفر الجمعية من خلال اعضاءها المتفرغين مجموعة متكاملة من الخبراء لإنجاح أفكار المشاريع المحتضنة في الجمعية، ويمكن تصنيف خدماتها إلى:
- الاستشارات التنظيم الإداري والتخطيط الإستراتيجي.
- الاستشارات الاقتصادية.
- الاستشارات المالية.
- الاستشارات المصرفية.
- الاستشارات القانونية والتنظيمية.
- الاستشارات التسويقية.
- الإستشارت التدريبية.[3]